# Дом Изюмского-Аматуни (Ростов-на-Дону)
Дом Изюмского-Аматуни — дом в Ростове-на-Дону, в котором жили писатели П. Г. Аматуни и Б. В. Изюмский. Девятиэтажный кирпичный дом построен в 1975 году.

## История
Дом, находящийся на углу улицы Суворова и переулка Журавлёва, 102 в Ростове-на- Дону известен тем, то в нём в свое время проживали советский писатель-фантаст Петроний Гай Аматуни и писатель Борис Васильевич Изюмский. Девятиэтажный кирпичный дом с выступающими лоджиями был построен в 1975 году.
Писатель П. Г. Аматуни, автор трилогии «Гаяна» жил в этом доме с 1978 по 1982 год, писатель Б. В. Изюмский, бывший секретарь правления Ростовской областной писательской организации, автор рассказов «Раннее утро», статей о жизни донских писателей и поэтов В. А. Закруткина, П. В. Лебеденко, Ю. А. Дьяконова, А. А. Рогачёва, К. В. Русиневича, В. С. Моложавенко и др. жил в доме с 1978 по 1984 год.
Писатель Б. В. Изюмский жил в трехкомнатной квартире № 153 на третьем этаже. Сохранился мемориальный облик кабинета писателя, выходившего окнами на переулок Журавлева. Писатель П. Г. Аматуни жил в двухкомнатной квартире № 92 на пятом этаже. Мемориальный облик его квартиры к настоящему времени не сохранился.
В 1985 году на здании была установлена мемориальная доска с надписью: «В этом доме с 1978 по 1984 г. жил и работал писатель Борис Васильевич Изюмский (1915—1984 гг.)». В 1988 году на здании появилась доска с надписью: «В этом доме с 1978 по 1982 г. жил и работал писатель Петроний Гай Аматуни. (1916—1982 гг.)».

## Архитектура
Дом девятиэтажный, кирпичный, на высоком цоколе. Его архитектурный облик сформирован оконными проемами и выступающими сдвоенными лоджиями. Здание имеет декорированный фриз, выделенный поребриком и лопатками.
Здание Г-образное, основу его планировки составляет лестничная клетка, вокруг которой устроены квартиры.